# Prenger

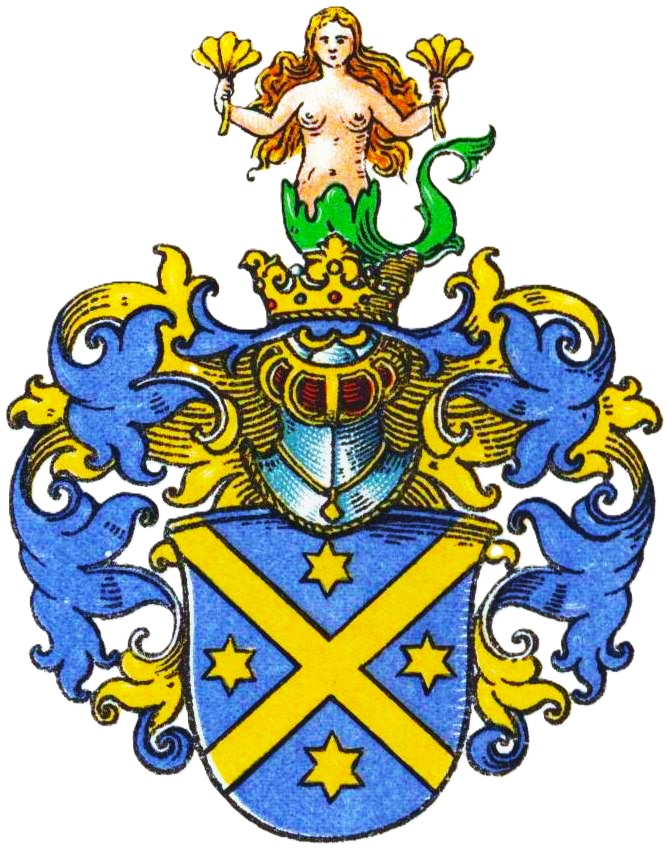
Wappen derer von Prenger im Wappenbuch des Westfälischen Adels

Prenger ist der Name eines erloschenen niedersächsischen Adelsgeschlechts.

## Geschichte
Das Geschlecht stammt aus Ostfriesland und war ab dem 16. Jahrhundert im Hochstift Osnabrück zu Krebsburg in Ostercappeln und Twistel in Alfhausen ansässig.
Hauptmann Wulfert von Prenger heiratete Mitte des 16. Jahrhunderts Katharina von Midlum, Tochter des Edelmanns Asche von Midlum zu Krebsburg und der Jutta von Langen. 1586 kaufte Wulfert das Osnabrücker Gut Twistel. 1597 fiel Wulfert bei der Belagerung von Groningen. Twistel ging an seinen Sohn Jakob von Prenger, der jedoch im Mai 1613 in Minden erschossen wurde. Da Jakob unverheiratet war, kam Twistel an seine Schwester Catharine von Prenger. Diese beendete 1616 ihr Leben durch Selbstmord, so dass das Gut schließlich an ihren Ehemann Albrecht von Jemgum († um 1619) zu Eickel fiel.
Wulferts jüngerer Bruder Heinrich von Prenger († 1619), Fähnrich, heiratete Katharinas jüngere Schwester Henriche von Midlum. Die Eheleute lebten zunächst auf dem Prengerschen Gut Langkum im Amt Cloppenburg. Nachdem jedoch Luitke von Midlum, einziger Sohn des Asche von Midlum, verstorben war, zogen die Eheleute nach Krebsburg und Heinrich von Prenger versuchte erfolglos seinen noch lebenden Schwiegervater von der Krebsburg zu verdrängen. Der vermachte die Krebsburg seiner Tochter Katharina, die jedoch 1582 verstarb. Ihr Witwer, Wulfert von Prenger, trat daraufhin am 11. Februar 1593 seine Rechte an der Krebsburg an seinen Bruder Heinrich von Prenger ab. 1606 wurde diesem schließlich die Belehnung erteilt.
Heinrich von Prenger und Henriche von Midlum hatten zehn Kinder. Nach dem Tod von Henriche heiratete Heinrich die Dorothea von Kerßenbrock zu Schmalenau, die jedoch kurz darauf ebenfalls verstarb. Danach begann Heinrich von Prenger eine Beziehung mit der Bauernmagd Agathe Schierbaum, die er als Haushälterin auf der Krebsburg anstellte. Kurz vor der Geburt ihres vierten gemeinsamen Kindes heiratete er sie. Da Heinrich versuchte, den Kindern aus seiner Ehe mit Agathe Schierbaum Zuwendungen aus den Krebsburgschen Gütern zukommen zu lassen, kam es immer wieder zu Streitigkeiten mit den Kindern aus Heinrichs erster Ehe. Als Heinrich am 3. Juni 1611 verreist war, überfielen die Kinder erster Ehe die Schierbaums und trieben sie mit Schlägen aus dem Haus. Auch in der Folgezeit kam es mehrfach zu Misshandlungen der Stiefmutter. Die Streitigkeiten spitzten sich schließlich so zu, dass Heinrich sich gezwungen sah, die Krebsburg am 20. Juli 1613 seinem Sohn Jakob aus erster Ehe abzutreten. Heinrich zog sich daraufhin mit seiner dritten Frau und ihren gemeinsamen Kindern auf Gut Fredeburg zurück, das er zuvor aus dem Bauernerbe Mönnichhaus geschaffen hatte. Damit waren die Streitigkeiten jedoch nicht beendet. Als Jakob von Prenger 1617 verstarb, versuchte Vater Heinrich von Prenger, sich wieder der Krebsburg zu bemächtigen. Sein jüngerer Sohn Heinrich sowie sein Schwiegersohn Friedrich Joachim von Gladebeck widersetzten sich dem erfolgreich. Sie erlangten 1618 ein Urteil, das ihnen den Besitz der Krebsburg zusprach. Der gerichtliche Einspruch des Vaters zog sich bis zu dessen Tod 1619.
Heinrichs dritte Frau Agathe und ihre Kinder scheinen Fredeburg geerbt zu haben, denn Jobst Hilmar von Prenger († 1699), Sohn oder Enkel von Heinrich und Agathe, verheiratet mit Gertrud Helene von Hitzfeld, war Mitte des 17. Jahrhunderts Besitzer Fredeburgs. Seine Frau brachte ihm zudem das Rittergut Borgwedde in Ostercappeln ein. Von ihren acht Kindern übernahm der älteste Sohn Wilhelm Adolf von Prenger, ab 1699 verheiratet mit Gertrud Therese von Korff zu Schleppenburg, die elterlichen Güter. Da dieser seine Geschwister abfinden musste, wurden die belasteten Güter Anfang des 18. Jahrhunderts zwangsweise verkauft. Während Fredeburg offenbar wieder an die Besitzer der Krebsburg fiel, kam Borgwedde 1724 an den Erblanddrosten Nikolaus Christian Graf von Bar.
Auf der Krebsburg versuchten die hinterbliebenen Kinder und Schwiegersöhne aus Heinrichs erster Ehe 1620 das hochverschuldete Gut zu verkaufen. Der Verkauf scheiterte. Während die verschiedenen Gläubiger die Erträge aus den Gütern einnahmen, verfiel das hochverschuldete Haus zusehends. Diese Verhältnisse blieben bis über 1640 hinaus bestehen. 1642 wohnte im Haus die Witwe des inzwischen gefallenen Friedrich Joachim von Gladebeck, Lucia von Prenger († 1645). Dann jedoch befriedigte einer der Schwiegersöhne, Heinrich von Morsey-Picard († um 1650), ab 1605 vermählt mit Heinrichs Tochter Sibylle von Prenger, Schritt für Schritt die Gläubiger und fand seinen Schwager Heinrich von Prenger, dessen Bruder bereits 1640 gefallen war, erfolgreich ab. Als Witwe Lucia von Prenger 1645 starb, ging auch deren Erbanteil an Heinrich von Morsey-Picard über. So konnte er den größten Teil des Gutes in seine Hand bringen und sein Sohn erhielt 1650 die Belehnung mit Krebsburg.

## Wappen
Blasonierung: In Blau ein goldenes Andreaskreuz, in jedem Winkel ein goldener Stern. Auf dem gekrönten Helm mit blau-goldenen Helmdecken eine Seejungfer mit grünem Fischschwanz, die die beiden Arme aufgehoben hat und in jeder Hand einen goldenen Federwedel (zuweilen auch einen Spiegel) hält.
Johann Siebmacher stellt das Wappen derer von Prenger unter den Westphälische(n) ohne die Sterne dar.